# Verwaltungsgemeinschaft Marquartstein
Die Verwaltungsgemeinschaft Marquartstein liegt im oberbayerischen Landkreis Traunstein und wird aus folgenden Gemeinden gebildet:
1. Marquartstein, 3374 Einwohner, 13,40 km²
2. Staudach-Egerndach, 1197 Einwohner, 19,34 km²

Sitz der Verwaltungsgemeinschaft ist Marquartstein.